# François-Nicholas-Madeleine Morlot
François-Nicholas-Madeleine Morlot (Langres, 28 dicembre 1795 – Parigi, 29 dicembre 1862) è stato un cardinale e arcivescovo cattolico francese.

## Biografia
François-Nicholas-Madeleine Morlot nacque a Langres il 28 dicembre 1795. In gioventù frequentò il Collège de Langres a Langres e poi il Seminario Maggiore di Digione. Prima della sua ordinazione sacerdotale fu precettore presso le principali famiglie di Digione.
Ordinato sacerdote il 27 maggio 1820 a Digione, divenendo dal 1830, vicario generale della diocesi e poi canonico della cattedrale dal 1833.
Eletto vescovo di Orléans dall'8 luglio 1839, venne consacrato il 18 agosto successivo nella cappella delle Dames du Sacré Coeur di Parigi per mano del vescovo Charles de Forbin-Janson, vescovo di Nancy e Toul, assistito da Louis Blanquart de Bailleul, vescovo di Versailles, e da Jean Lemercier, vescovo emerito di Beauvais. Dal 27 gennaio 1843 venne promosso alla sede metropolitana di Tours.
Creato cardinale presbitero nel concistorio del 7 marzo 1853, ricevette la berretta cardinalizia ed il titolo sei Santi Nereo e Achilleo il 27 giugno 1853. Dal 19 marzo 1857 venne trasferito alla sede metropolitana di Parigi su proposta di Napoleone III per cui divenne anche Grande elemosiniere di Francia.
Morì a Parigi il 29 dicembre 1862 all'età di 67 anni e le sue spoglie vennero esposte alla pubblica venerazione e poi sepolte nella cattedrale di Notre Dame.

## Genealogia episcopale e successione apostolica
La genealogia episcopale è:
- Cardinale Scipione Rebiba
- Cardinale Giulio Antonio Santori
- Cardinale Girolamo Bernerio, O.P.
- Arcivescovo Galeazzo Sanvitale
- Cardinale Ludovico Ludovisi
- Cardinale Luigi Caetani
- Cardinale Ulderico Carpegna
- Cardinale Paluzzo Paluzzi Altieri degli Albertoni
- Papa Benedetto XIII
- Papa Benedetto XIV
- Papa Clemente XIII
- Cardinale Giovanni Francesco Albani
- Cardinale Carlo Rezzonico
- Cardinale Antonio Dugnani
- Arcivescovo Jean-Charles de Coucy
- Cardinale Gustave-Maximilien-Juste de Croÿ-Solre
- Vescovo Charles-Auguste-Marie-Joseph Forbin-Janson
- Cardinale François-Nicholas-Madeleine Morlot

La successione apostolica è:
- Vescovo Paul-Georges-Marie Dupont des Loges (1843)
- Vescovo Nicolas-Marie Sergent (1855)
- Vescovo Louis-Martin Porchez (1858)
- Arcivescovo Georges Darboy (1859)
- Vescovo Emmanuel-Jules Ravinet (1861)
- Arcivescovo François-Marie-Joseph Lecourtier (1861)
- Arcivescovo Henri Louis Charles Maret (1861)